# Stage
Stage — второй концертный альбом Дэвида Боуи, изданный на лейбле RCA Records в 1978 году. Первоначально ходили слухи, что это будет последняя работа музыканта на этом лейбле из-за недостаточного, по его мнению, продвижения альбомов Low и “Heroes”. Однако, сотрудничество с RCA Records продлилось до 1982 года.

## Производство
Материал записывался, на концертах в городах: Филадельфии, Провиденсе и Бостоне. «Stage» в первую очередь содержит материал из последних студийных альбомов Боуи, на тот момент: Station to Station, Low и «Heroes», а также 5 песен из легендарного The Rise and Fall of Ziggy Stardust and the Spiders from Mars. Помимо основных музыкантов Боуи — Карлоса Аломара, Денниса Дэвиса и Джорджа Мюррея, также в состав концертной группы вошли: бывший музыкант ансамбля Фрэнка Заппы Эдриан Белью (гитара), Саймон Хаус из группы Hawkwind (электро-скрипка) и Роджер Пауэлл, известный по совместной работе с Тоддом Рангредом в группе Utopia (клавишные). Все они присоединились к Боуи в следующем году, для записи его альбома Lodger.
Альбом считается более спокойным, нежели предыдущая концертная запись музыканта — David Live (1974). Он был высоко оценён критиками (после своего первоначального релиза) за точность, с которой концертная группа воспроизводила электронные аранжировки песен из альбомов Low и «Heroes», а также за вокальное мастерство Боуи. Однако, пластинке вменяли в вину отсутствие «живой» атмосферы, из-за подхода, который предполагал запись напрямую с инструментов и микрофонов, благодаря чему увеличивалось качество звука, но сводился к минимуму шум публики. Также была изменена оригинальная последовательность концертной программы, были добавлены паузы между композициями — это, по мнению критиков, делало Stage похожим на студийный альбом.
Поскольку Боуи практически не вносил изменения в аранжировки песен — в отличие от его подхода к материалу David Live — Stage продемонстрировал не сильно изменённое звучание, в сравнение с оригинальными записями, из-за чего некоторыми рецензенты расценили лонгплей, как проходной, сугубо маркетинговый продукт, который практически не передавал атмосферу «живого» концерта. Даже изображение на обложке стало объектом для критики, поскольку остальная часть буклета содержала только вариации того же самого снимка.
Stage достиг 5-го места в британском альбомном чарте UK Albums Chart и отметился лишь на 44-м в американском хит-параде Billboard Top LPs & Tape. Песня «Breaking Glass» — чья оригинальная, более короткая версия фигурирует в альбоме Low — была выпущена в качестве сингла.
Переиздание альбома 2005 года подверглась большинству замечаний оригинальной записи, тем не менее обновлённая версия также получила ряд положительных отзывов.

## Список композиций
Слова и музыка всех песен — (если не указано иное) — Дэвид Боуи.
| №                   | Название              | Длительность |
| ------------------- | --------------------- | ------------ |
| 1.                  | «Hang On to Yourself» | 3:26         |
| 2.                  | «Ziggy Stardust»      | 3:32         |
| 3.                  | «Five Years»          | 3:58         |
| 4.                  | «Soul Love»           | 2:55         |
| 5.                  | «Star»                | 2:31         |
| Общая длительность: | Общая длительность:   | 16:22        |

| №                   | Название                                        | Длительность |
| ------------------- | ----------------------------------------------- | ------------ |
| 1.                  | «Station to Station»                            | 8:55         |
| 2.                  | «Fame» (Дэвид Боуи, Карлос Аломар, Джон Леннон) | 4:06         |
| 3.                  | «TVC 15»                                        | 4:37         |
| Общая длительность: | Общая длительность:                             | 17:38        |

| №                   | Название                                                   | Длительность |
| ------------------- | ---------------------------------------------------------- | ------------ |
| 1.                  | «Warszawa» (Дэвид Боуи, Брайан Ино)                        | 6:50         |
| 2.                  | «Speed of Life»                                            | 2:44         |
| 3.                  | «Art Decade»                                               | 3:10         |
| 4.                  | «Sense of Doubt»                                           | 3:13         |
| 5.                  | «Breaking Glass» (Дэвид Боуи, Деннис Дэвис, Джордж Мюррей) | 3:28         |
| Общая длительность: | Общая длительность:                                        | 19:25        |

| №                   | Название                            | Длительность                             |
| ------------------- | ----------------------------------- | ---------------------------------------- |
| 1.                  | «“Heroes”» (Дэвид Боуи, Брайан Ино) | 6:19                                     |
| 2.                  | «What in the World»                 | 4:24                                     |
| 3.                  | «Blackout»                          | 4:01                                     |
| 4.                  | «Beauty and the Beast»              | 5:08                                     |
| Общая длительность: | Общая длительность:                 | 19:52 Общая длительность звучания: 73:17 |

## Издание на компакт-диске
Stage был переиздавался на компакт-дисках 3 раза: первый раз на лейбле RCA Records в 1984 году, затем на Rykodisc в 1991 году (содержит бонус-треки) и третий раз на EMI в 2005 году. Порядок композиций издания 2005 года, повторяет реальную последовательность песен на концерте, исчезли паузы между композициями, также в это издание вошли ещё два бонус-трека: «Be My Wife» и «Stay», в дополнение к песне «Alabama Song» уже добавленной в издание 1991 года. Диск имеет систему защиты от копирования CDS. В 2017 году, только на виниловых грампластинках, вышло очередное переиздание данного концертника, теперь под эгидой компании Parlophone. Спустя год он появился в продаже на CD под названием Stage (2017). На этом, самом полном, по состоянию на сентябрь 2021 года, варианте, помимо всех вышеупомянутых песен были ещё две: «The Jean Genie» и «Suffragette City».
| №                   | Название                      | Длительность |
| ------------------- | ----------------------------- | ------------ |
| 1.                  | «Hang On to Yourself»         | 3:26         |
| 2.                  | «Ziggy Stardust»              | 3:32         |
| 3.                  | «Five Years»                  | 3:58         |
| 4.                  | «Soul Love»                   | 2:55         |
| 5.                  | «Star»                        | 2:31         |
| 6.                  | «Station to Station»          | 8:55         |
| 7.                  | «Fame» (Боуи, Аломар, Леннон) | 4:06         |
| 8.                  | «TVC 15»                      | 4:37         |
| Общая длительность: | Общая длительность:           | 34:00        |

| №                   | Название                               | Длительность                             |
| ------------------- | -------------------------------------- | ---------------------------------------- |
| 1.                  | «Warszawa» (Боуи, Ино)                 | 6:50                                     |
| 2.                  | «Speed of Life»                        | 2:44                                     |
| 3.                  | «Art Decade»                           | 3:10                                     |
| 4.                  | «Sense of Doubt»                       | 3:13                                     |
| 5.                  | «Breaking Glass» (Боуи, Дэвис, Мюррей) | 3:28                                     |
| 6.                  | «“Heroes”» (Боуи, Ино)                 | 6:19                                     |
| 7.                  | «What in the World»                    | 4:24                                     |
| 8.                  | «Blackout»                             | 4:01                                     |
| 9.                  | «Beauty and the Beast»                 | 5:08                                     |
| 10.                 | «Alabama Song» (Брехт, Вайль)          | 4:00                                     |
| Общая длительность: | Общая длительность:                    | 43:17 Общая длительность звучания: 77:17 |

| №                   | Название                                      | Длительность |
| ------------------- | --------------------------------------------- | ------------ |
| 1.                  | «Warszawa» (Боуи, Ино)                        | 6:46         |
| 2.                  | «“Heroes”» (Боуи, Ино)                        | 6:10         |
| 3.                  | «What in the World»                           | 4:16         |
| 4.                  | «Be My Wife» (ранее не опубликованная версия) | 2:35         |
| 5.                  | «Blackout»                                    | 3:52         |
| 6.                  | «Sense of Doubt»                              | 3:07         |
| 7.                  | «Speed of Life»                               | 2:39         |
| 8.                  | «Breaking Glass» (Боуи, Дэвис, Мюррей)        | 3:22         |
| 9.                  | «Beauty and the Beast»                        | 5:00         |
| 10.                 | «Fame» (Боуи, Аломар, Леннон)                 | 4:03         |
| Общая длительность: | Общая длительность:                           | 41:50        |

| №                   | Название                                | Длительность                             |
| ------------------- | --------------------------------------- | ---------------------------------------- |
| 1.                  | «Five Years»                            | 3:58                                     |
| 2.                  | «Soul Love»                             | 2:55                                     |
| 3.                  | «Star»                                  | 2:25                                     |
| 4.                  | «Hang On to Yourself»                   | 3:21                                     |
| 5.                  | «Ziggy Stardust»                        | 3:37                                     |
| 6.                  | «Art Decade»                            | 3:01                                     |
| 7.                  | «Alabama Song» (Брехт, Вайль)           | 3:55                                     |
| 8.                  | «Station to Station»                    | 8:40                                     |
| 9.                  | «Stay» (ранее не опубликованная версия) | 7:17                                     |
| 10.                 | «TVC 15»                                | 4:32                                     |
| Общая длительность: | Общая длительность:                     | 43:41 Общая длительность звучания: 85:31 |

| №                   | Название                                          | Длительность |
| ------------------- | ------------------------------------------------- | ------------ |
| 1.                  | «Warszawa» (Боуи, Ино)                            | 6:53         |
| 2.                  | «“Heroes”» (Боуи, Ино)                            | 6:19         |
| 3.                  | «What in the World»                               | 4:25         |
| 4.                  | «Be My Wife»                                      | 2:49         |
| 5.                  | «The Jean Genie» (ранее не опубликованная версия) | 6:17         |
| 6.                  | «Blackout»                                        | 4:00         |
| 7.                  | «Sense of Doubt»                                  | 3:07         |
| 8.                  | «Speed of Life»                                   | 2:40         |
| 9.                  | «Breaking Glass» (Боуи, Дэвис, Мюррей)            | 3:22         |
| 10.                 | «Beauty and the Beast»                            | 5:06         |
| 11.                 | «Fame» (Боуи, Аломар, Леннон)                     | 4:13         |
| Общая длительность: | Общая длительность:                               | 49:11        |

| №                   | Название                                            | Длительность                             |
| ------------------- | --------------------------------------------------- | ---------------------------------------- |
| 1.                  | «Five Years»                                        | 3:57                                     |
| 2.                  | «Soul Love»                                         | 2:56                                     |
| 3.                  | «Star»                                              | 2:28                                     |
| 4.                  | «Hang On to Yourself»                               | 3:22                                     |
| 5.                  | «Ziggy Stardust»                                    | 3:30                                     |
| 6.                  | «Suffragette City» (ранее не опубликованная версия) | 3:58                                     |
| 7.                  | «Art Decade»                                        | 3:01                                     |
| 8.                  | «Alabama Song» (Брехт, Вайль)                       | 3:55                                     |
| 9.                  | «Station to Station»                                | 8:43                                     |
| 10.                 | «Stay»                                              | 7:21                                     |
| 11.                 | «TVC 15»                                            | 4:36                                     |
| Общая длительность: | Общая длительность:                                 | 47:51 Общая длительность звучания: 94:30 |

## Участники записи
Музыканты:
- Дэвид Боуи: вокал, клавишные
- Карлос Аломар: ритм-гитара, бэк-вокал
- Джордж Мюррей: бас, бэк-вокал
- Деннис Дэвис: ударные, перкуссия
- Эдриан Белью: соло-гитара, бэк-вокал

Дополнительные музыканты:
- Саймон Хаус: скрипка
- Шон Мэйс[англ.]: фортепиано, струнные, бэк-вокал
- Роджер Пауэлл[англ.]: синтезатор, клавишные, бэк-вокал

## Позиции в хит-парадах

### Альбом
| Год  | Хит-парад                                         | Высшая позиция | Пребывание в чарте |
| ---- | ------------------------------------------------- | -------------- | ------------------ |
| 1978 | Великобритания (UK Albums Chart)                  | 5              | 10 недель          |
| 1978 | Нидерланды (Nationale Hitparade LP Top 50)        | 2              | 13 недель          |
| 1978 | Новая Зеландия (Official New Zealand Music Chart) | 1              | 20 недель          |
| 1978 | Норвегия (VG-lista)                               | 18             | 2 недели           |
| 1978 | США (Billboard Top LPs & Tape)                    | 44             | 13 недель          |
| 1978 | Швеция (Topplistan)                               | 24             | 2 недели           |
|      |                                                   |                |                    |
| 2005 | Франция (SNEP)                                    | 162            | 1 неделя           |

### Сингл
| Год  | Сингл            | Хит-парад        | Высшая позиция | Пребывание в чарте |
| ---- | ---------------- | ---------------- | -------------- | ------------------ |
| 1978 | «Breaking Glass» | UK Singles Chart | 54             | 7 недель           |

## Сертификаты
| Организация | Статус  | Дата |
| ----------- | ------- | ---- |
| BPI — UK    | Золотой | 1978 |